# Károlyi Mihály (főispán)
Károlyi Mihály (1585–1626) báró, főispán.

## Élete
Károlyi Mihály és Perényi Erzsébet fiaként született 1585-ben. Apja, fia tízéves korában meghalt, így a fiú anyja felügyelete alatt nevelkedett, majd utóbb II. Mátyás király udvarában két éven át asztalnok hivatalt viselt.
1609-ben hadi és udvari hű szolgálataiért bárói rangot kapott.
1618. december 14-én királyi biztosként vett részt Nagykárolyban az erdélyi követekkel tartott tárgyalásokon.
Sógora Bethlen Gábor erdélyi fejedelem Szatmár vármegye örökös főispánjává nevezte ki. Ebben a méltóságban 1622. július 16-án II. Ferdinánd király is megerősítette.
Bethlen Gábor tanácsnoka volt, és aranysarkantyús lovag.
Felesége Segnyei Borbála volt, akitől Ádám, Miklós (kiskorában meghalt), László, István, Miklós, Péter és Éva (később Haller Sámuelné) nevű gyermekei születtek.
1626-ban halt meg, 41 éves korában.